# John Tandberg

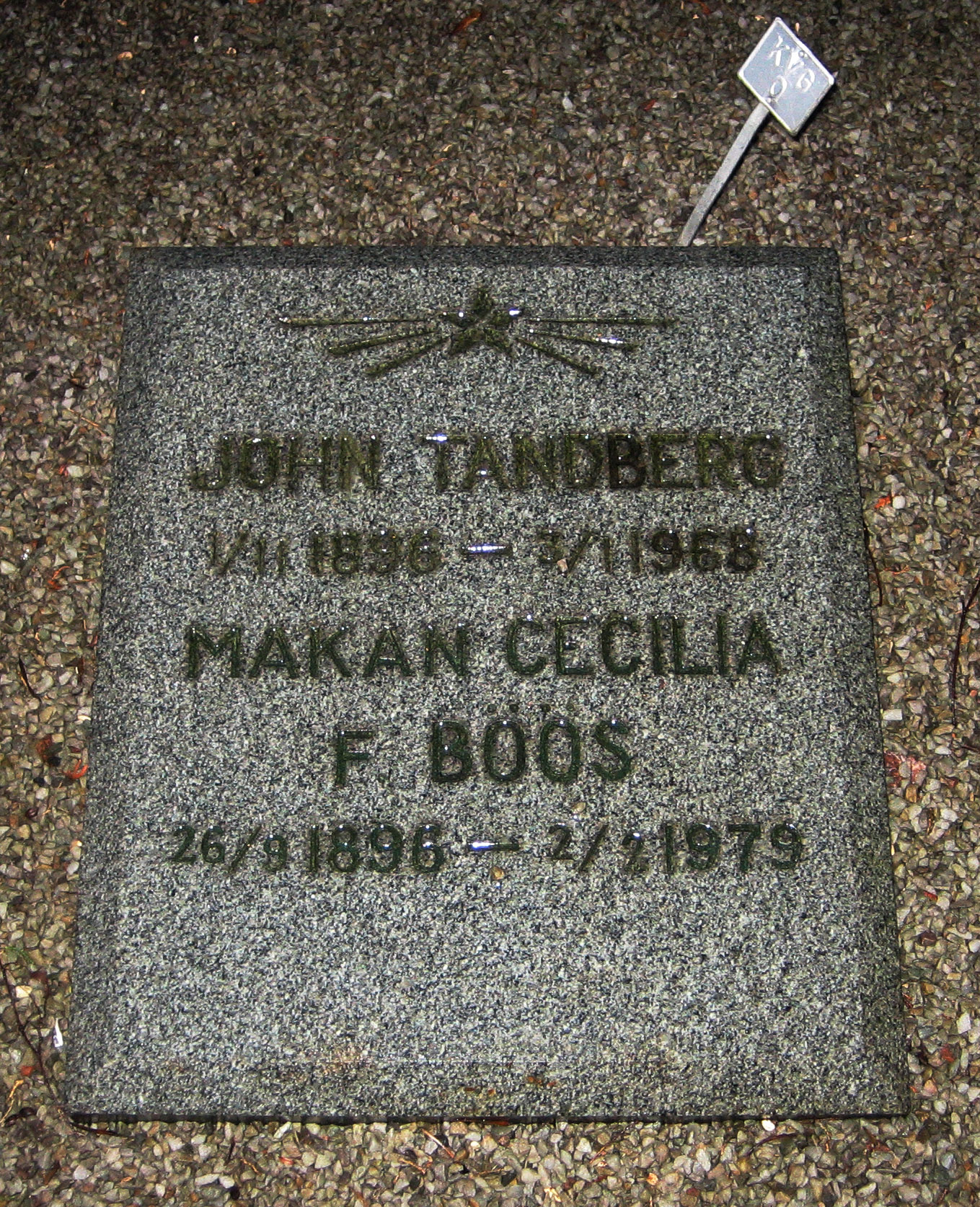
John Tandbergs grav på Klosterkyrkogården i Lund.

John Gudbrand Tandberg, född 1 november 1896 i Norderhov, Norge, död 3 november 1968 i Lund, var en norskfödd svensk fysiker, industrikemist, författare och humorist.

## Familj och uppväxt
John Tandberg var son till den lundensiska fotografen Lina Jonn och hennes norske make Gudbrand Tandberg. Då Tandbergs mor dog bara några veckor efter hans födelse sändes han av fadern 1897 till Lund för att uppfostras av sina ogifta mostrar Maria, Erika och Hanna. De tre kvinnorna var både konstnärliga och för tiden radikalt lagda, varför den unge Tandberg kom att växa upp i en relativt okonventionell miljö. Kontakten med fadern (som dog när sonen var tolv år gammal) var mer sporadisk.
Tandberg gifte sig 1925 med Cecilia Böös, dotter till Erik Böös och Gerda Lindahl. Paret fick två söner, Erik Gudbrand Tandberg (född 16 november 1929)[källa behövs] och Olof Gudbrand Tandberg (född den 7 januari 1932).

## Tandberg som forskare
Tandberg blev med tiden student vid Lunds universitet där han avlade filosofie kandidatexamen 1918, filosofisk ämbetsexamen 1919 och filosofie licentiatexamen 1923. Sin doktorsavhandling (The absorption of hard γ-rays as studied by means of nuclear reactions and artificial radioactivity) lade han däremot fram vid Uppsala universitet 1937. Hans forskning var främst inriktad på röntgen- och gammastrålning men han var också expert på bland annat korrosion. Totalt producerade han mer än hundra vetenskapliga skrifter. Han invaldes 1942 som ledamot av Ingenjörsvetenskapsakademien och erhöll professors namn 1945.
År 1927 ansökte Tandberg om patent på en metod att framställa helium genom elektrolys under kyla och mycket högt tryck. Ansökan avslogs med motiveringen att beskrivningen var alltför ofullständig. 
Vid denna tidpunkt var Tandberg sedan 1925 anställd som industrikemist vid Electrolux där han så småningom avancerade till chef för företagets kemiska laboratorium. Till hans insatser där hörde utvecklandet av ett kommersiellt gångbart kylskåp för hemmabruk tillsammans med Carl Munters och Baltzar von Platen. Tandberg stannade på Electrolux till sin pensionering 1962.
Utöver sin professionella vetenskapliga gärning var Tandberg också en produktiv populärvetenskaplig radioföreläsare och författare. I dessa sammanhang kombinerade han gärna naturvetenskap med humaniora, vilket framgår av titlar som Gullberg och fysiken (1948), Tegnér och blixten (1943) eller Frödings fysik (1935).
Tandberg ligger begravd på klosterkyrkogården i Lund.